# 花月痕
《花月痕》是一部由清朝魏子安所創作的小說。全书共有五十二回。主要讲述韩荷生和韦疾珠与青楼女子杜采秋和刘秋痕的爱情故事。

## 小說梗概
《花月痕》講述兩對戀人的故事，专“叙男女杂沓之狭邪”，韩荷生在沙場上屢建奇功，封侯拜官，其妻杜采秋受一品夫人封典；至於韦疾珠则怀才不遇，穷困潦倒，最後重病身亡，其妻刘秋痕亦自缢死。

## 小說評價
魏子安所作的《花月痕》，自序稱“初不以自明，益与为惝恍诙谲，而人终莫之测”，其好友谢章铤指出“创为小说以自写照”，“其书中所称韦莹字痴珠者，即子安也”。
《花月痕》深受《红楼梦》的影響，第二十五回就寫道……采秋道：“……妙玉称个‘槛外人’，宝玉称个‘槛内人’；妙玉住的是栊翠庵，宝玉住的是怡红院。……书中先说妙玉怎样清洁，宝玉常常自认浊物。不见将来清者转浊，浊者极清？”
《花月痕》一文則還考證出韩荷生即何梦庐的原型，小说中的名妓杜采秋 、娟娘则分别是水芙蓉、沙阿嫩。
《花月痕》是“鸳鸯蝴蝶派”小说的鼻祖，小说中提到“鸳鸯蝴蝶”不下几十处。張春帆在創作《九尾龜》時，引入《花月痕》之中一文，贊揚韋癡珠的氣派，並且引用了其中“卅六鴛鴦同命鳥，一雙蝴蝶可怜蟲”的語句。
鄭逸梅宣稱“我對于小説，喜歡三部，一《花月痕》，二《紅樓夢》，三《三國演義》”。郭沫若提到《花月痕》對他有着“挑撥性”，“秋痕的幻影弄得人如醉如癡了”。
《花月痕》後段夹杂不少妖异故事而遭到诟病。蒋瑞藻評：“《花月痕》小说， 笔墨哀艳凄婉，为近代说部之上乘禅，惜后半所述妖乱事近于蛇足，不免白璧微瑕。”鲁迅亦批评说：“至结末叙韩荷生战绩，忽杂妖异之事，早如情话未央，突来鬼语，尤为通篇芜累矣”。